# Azetidina
La azetidina, también llamada trimetilenimina, es un compuesto orgánico heterocíclico de cuatro miembros saturado que contiene tres átomos de carbono y un átomo de nitrógeno. Es un líquido a temperatura ambiente con un fuerte olor a amoniaco y es fuertemente básico en comparación con la mayoría de las aminas secundarias. Forma la estructura básica del grupo con el mismo nombre: azetidina.

## Síntesis y ocurrencia

Ácido mugínico, una azetidina que se une al hierro.

Las azetidinas se pueden preparar mediante la reducción de azetidinonas (β-lactamas) con hidruro de litio y aluminio. Aún más eficaz es una mezcla de hidruro de litio y aluminio y tricloruro de aluminio, una fuente de "AlClH2 " y "AlCl2H". La azetidina también se puede producir mediante una ruta de varios pasos a partir de 3-amino-1-propanol o 1,3-diaminopropano:
{\displaystyle \mathrm {NH_{2}(CH_{2})_{3}NH_{2}\ {\xrightarrow {HCl}}\ C_{3}H_{7}N+\ NH_{3}} }
La síntesis regio- y diastereoselectiva de 2-arilazetidinas podría realizarse a partir de oxiranos sustituidos apropiadamente mediante transformación de anillo. Está controlado por las Reglas de Baldwin con una notable tolerancia al grupo funcional. 
La azetidina y sus derivados son patrones estructurales relativamente raros en productos naturales. Son un componente de los ácidos mugineicos y penaresidinas. Quizás el producto natural que contiene azetidina más abundante es el ácido azetidina-2-carboxílico, un imitador tóxico de la prolina.

## Reactividad
El anillo de azetidina puede ser abierto por nucleófilos. Esto hace posible la síntesis de aminas terminales.
Por ejemplo, la etilendiamina reacciona con azetidina en un catalizador de paladio, lo que da como resultado la apertura del anillo para formar una triamina.